# Muhammad Azam Shah

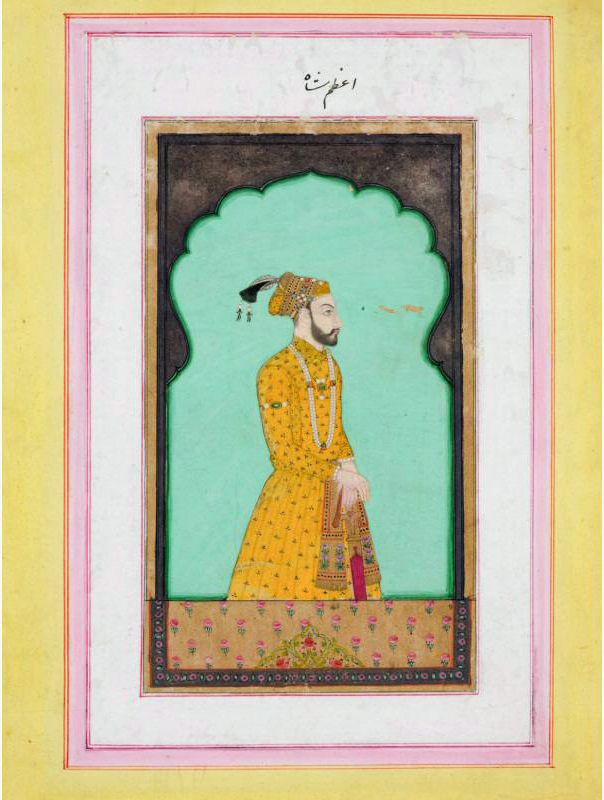
Muhammad Azam Shah

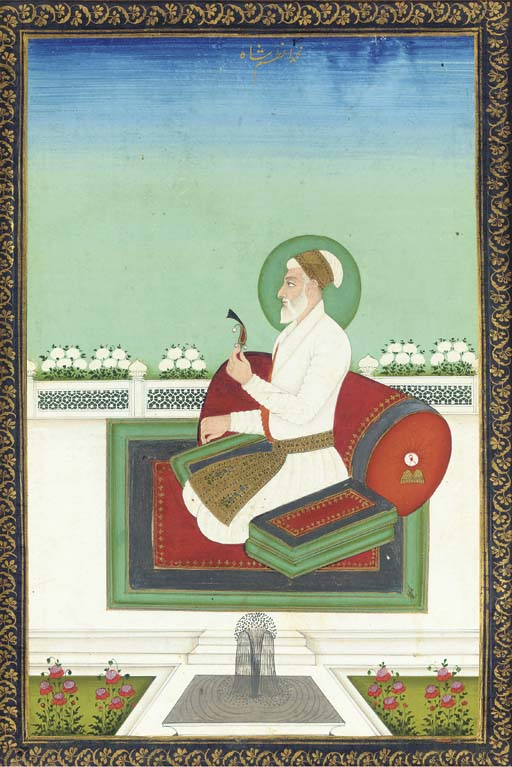
Muhammad Azam Shah

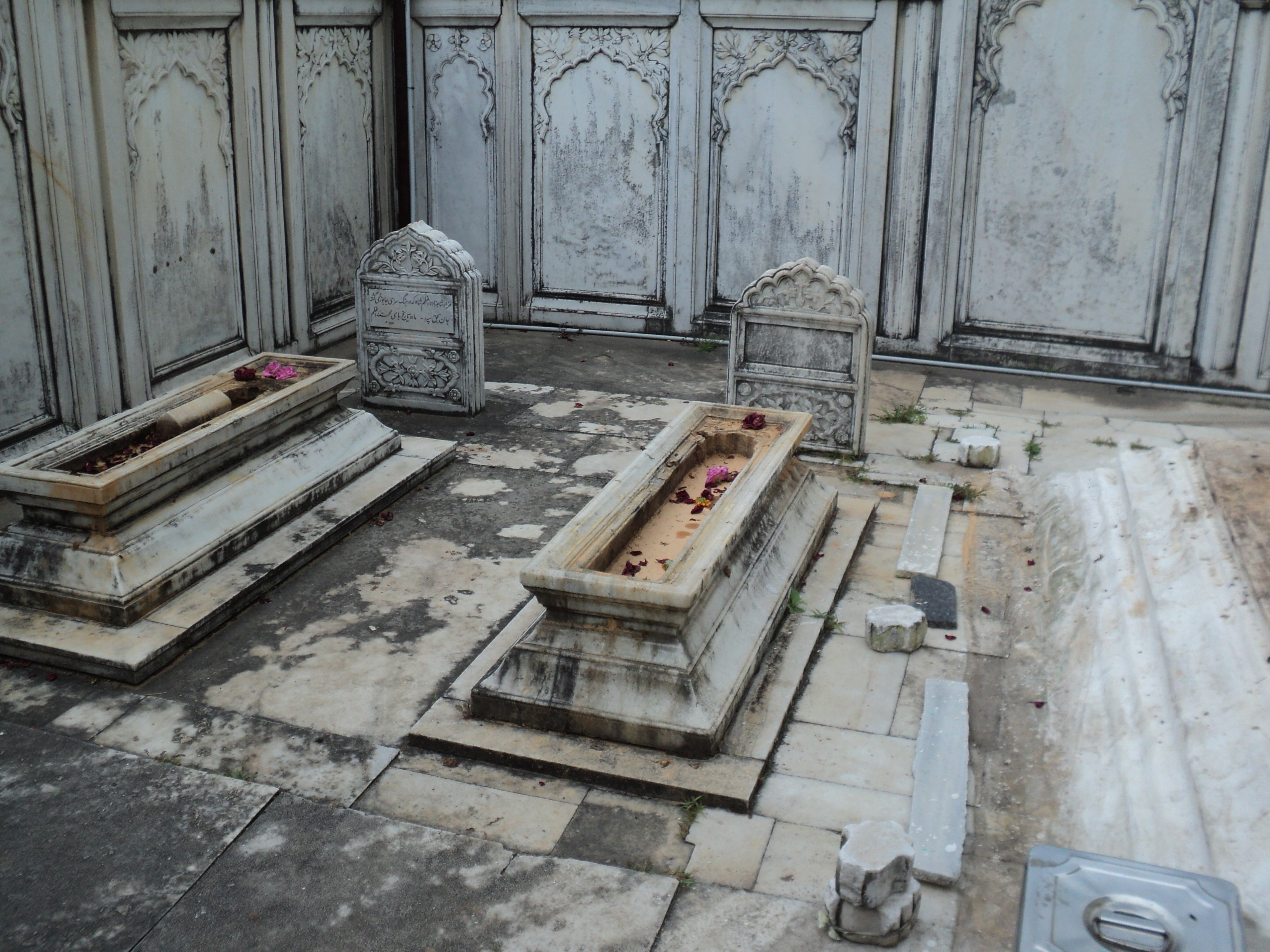
Kenotaphe von Azam Shah und einer seiner Ehefrauen, Khuldabad

Muhammad Azam Shah (geboren 28. Juni 1653 in Burhanpur; gestorben 8. Juni 1707 bei Agra) war der zweitälteste Sohn und kurzzeitiger Nachfolger des 6. Mogul-Herrschers Aurangzeb (reg. 1658–1707). Sein voller Name lautete Padshah-i-Mumalik Abu'l Faaiz Qutb-ud-Din Muhammad Azam Shah-i-Ali Jah Ghazi.

## Leben
Über seinen Vater Aurangzeb stammte er von den mongolischen Timuriden ab, über seine Mutter von den persischen Safawiden. Azam Shahs Mutter war die aus Persien stammende und vier Jahre nach seiner Geburt verstorbene Prinzessin Dilras Banu Begum, der zu Ehren das in Aurangabad befindliche Bibi-ka-Maqbara-Mausoleum errichtet wurde. Er hatte vier leibliche und mehrere Stiefgeschwister, von denen einige jedoch im Kindesalter starben. Im Jahr 1669 heiratete er seine Cousine, die persische Prinzessin Jahanzeb Banu Begum; zwölf Jahre später schloss er seine dritte und letzte Ehe mit Shahar Banu Begum, einer Tochter von Ali Adil Shah II., dem Sultan von Bijapur.
Im Jahr 1678 war Muhammad Azam Shah von seinem Vater Aurangzeb zum Gouverneur (subahdar) von Berar, Malwa und Bengalen ernannt worden; in Assam eroberte er die ehemals bedeutende Region Kamarupa und legte den Grundstein für das Lalbagh-Fort in Dacca (heute Bangladesch). Er wurde jedoch bereits 1679 zurückbeordert, woraufhin die Marathen sich der Regionen Berar und Malwa bemächtigten. Am 12. August 1681 wurde er von seinem Vater zum Thronanwärter (Shahi Ali Jah) erhoben.
Im Jahr 1685 entsandte ihn sein Vater an der Spitze einer 50.000 Mann starken Armee auf einen Feldzug nach Bijapur, da sich der Nachfolger Ali Adil Shahs, Sikandar Adil Shah, geweigert hatte, den Mogul-Herrscher als Oberherrn anzuerkennen. Azam Shah gelang es jedoch nicht, die Stadt einzunehmen, so dass sich der beinahe 70-jährige Aurangzeb im Folgejahr selbst genötigt sah, sich zum Kampfesort zu begeben – acht Tage später ergab sich die Stadt; Sikander Adil Shah erlag kurz darauf seinen im Kampf erlittenen Verwundungen.
Von 1701 bis 1706 bekleidete Azam Shah das Amt eines Gouverneurs von Gujarat. Im Februar 1707, d. h. kurz vor seinem Tod, beschloss Aurangzeb, da er Thronkämpfe befürchtete, Azam Shah nach Malwa und seinen Stiefbruder Muhammad Kam Baksh nach Bijapur zu entsenden. Wenige Tage später starb er und Azam Shah ernannte sich zum Herrscher über das Mogulreich. Im Juni 1707 wurden er und sein Sohn jedoch von seinem anderen Stiefbruder Qutb ud-Din Muhammad Mu'azzam, dem späteren Großmogul Bahadur Shah I. in der Nähe von Agra in einer Schlacht besiegt und getötet.

## Grabstätte
Meist wird Azam Khans Grabstätte und die einer seiner Ehefrauen neben der seines Vaters in Khuldabad bei Aurangabad verortet; beide Kenotaphe stehen nicht in einem überdachten Mausoleum, sondern unter freiem Himmel – wie Aurangzeb es auch für sein eigenes Grab gewünscht hatte. Von einigen Autoren wird Azam Shahs Grab allerdings unter den Dynastie-Gräbern im Sockelgeschoss des Humayun-Mausoleums in Delhi angesiedelt, welches deutlich näher an seinem Sterbeort liegt.